# ESL One: Cologne 2015
Electronic Sports League One: Cologne 2015, zkracováno na ESL One: Cologne 2015, byl turnaj ve hře Counter-Strike: Global Offensive. Jednalo se o turnaj nejvyšší kategorie "Premier". Týmy si za umístění rozdělily částku 250 000 USD.
Vítězem se stal tým Fnatic, který ve finále udolal Team EnVyUs v poměru 2:0 na mapy.

## Základní skupiny
Základní část 1

### Skupina A
| Tabulka | Tabulka           | Tabulka | Tabulka  |
| #       | Tým               | V/P     | Postup   |
| ------- | ----------------- | ------- | -------- |
| 1.      | Team SoloMid      | 2/0     | Play-off |
| 2.      | Ninjas in Pyjamas | 1/1     | ZČ 2     |
| 3.      | CLG               | 0/1     | ZČ 2     |
| 4.      | Renegades         | 0/1     | ZČ 2     |

| Zápasy            | Zápasy | Zápasy | Zápasy       |
| ----------------- | ------ | ------ | ------------ |
| 1. kolo           |        |        |              |
| Ninjas in Pyjamas | 16     | 13     | CLG          |
| Renegades         | 11     | 16     | Team SoloMid |
| Rozhodující zápas |        |        |              |
| Ninjas in Pyjamas | 3      | 16     | Team SoloMid |

### Skupina B
| Tabulka | Tabulka      | Tabulka | Tabulka  |
| #       | Tým          | V/P     | Postup   |
| ------- | ------------ | ------- | -------- |
| 1.      | Team EnVyUs  | 2/0     | Play-off |
| 2.      | Luminosity   | 1/1     | ZČ 2     |
| 3.      | Team Kinguin | 0/1     | ZČ 2     |
| 4.      | FlipSid3     | 0/1     | ZČ 2     |

| Zápasy            | Zápasy | Zápasy | Zápasy       |
| ----------------- | ------ | ------ | ------------ |
| 1. kolo           |        |        |              |
| Team EnVyUs       | 16     | 3      | FlipSid3     |
| Luminosity        | 16     | 6      | Team Kinguin |
| Rozhodující zápas |        |        |              |
| Team EnVyUs       | 19     | 16     | Luminosity   |

### Skupina C
| Tabulka | Tabulka       | Tabulka | Tabulka  |
| #       | Tým           | V/P     | Postup   |
| ------- | ------------- | ------- | -------- |
| 1.      | Fnatic        | 2/0     | Play-off |
| 2.      | Natus Vincere | 1/1     | ZČ 2     |
| 3.      | Titan         | 0/1     | ZČ 2     |
| 4.      | Team eBettle  | 0/1     | ZČ 2     |

| Zápasy            | Zápasy | Zápasy | Zápasy        |
| ----------------- | ------ | ------ | ------------- |
| 1. kolo           |        |        |               |
| Fnatic            | 16     | 2      | Team eBettle  |
| Titan             | 17     | 19     | Natus Vincere |
| Rozhodující zápas |        |        |               |
| Fnatic            | 16     | 2      | Natus Vincere |

### Skupina D
| Tabulka | Tabulka       | Tabulka | Tabulka  |
| #       | Tým           | V/P     | Postup   |
| ------- | ------------- | ------- | -------- |
| 1.      | Virtus.pro    | 2/0     | Play-off |
| 2.      | Cloud9        | 1/1     | ZČ 2     |
| 3.      | mousesports   | 0/1     | ZČ 2     |
| 4.      | Team Immunity | 0/1     | ZČ 2     |

| Zápasy            | Zápasy | Zápasy | Zápasy        |
| ----------------- | ------ | ------ | ------------- |
| 1. kolo           |        |        |               |
| Virtus.pro        | 16     | 8      | Team Immunity |
| mousesports       | 10     | 16     | Cloud9        |
| Rozhodující zápas |        |        |               |
| Virtus.pro        | 16     | 8      | Cloud9        |

Základní část 2

### Skupina E
| Tabulka | Tabulka       | Tabulka | Tabulka  |
| #       | Tým           | V/P     | Postup   |
| ------- | ------------- | ------- | -------- |
| 1.      | Natus Vincere | 2/0     | Play-off |
| 2.      | CLG           | 0/1     | ---      |
| 3.      | Team eBettle  | 0/1     | ---      |

| Zápasy        | Zápasy | Zápasy | Zápasy |
| ------------- | ------ | ------ | ------ |
| Team eBettle  | 14     | 16     | CLG    |
| Natus Vincere | 16     | 14     | CLG    |

### Skupina F
| Tabulka | Tabulka       | Tabulka | Tabulka  |
| #       | Tým           | V/P     | Postup   |
| ------- | ------------- | ------- | -------- |
| 1.      | Team Kinguin  | 2/0     | Play-off |
| 2.      | Cloud9        | 0/1     | ---      |
| 3.      | Team Immunity | 0/1     | ---      |

| Zápasy        | Zápasy | Zápasy | Zápasy       |
| ------------- | ------ | ------ | ------------ |
| Team Immunity | 13     | 16     | Team Kinguin |
| Cloud9        | 13     | 16     | Team Kinguin |

### Skupina G
| Tabulka | Tabulka           | Tabulka | Tabulka  |
| #       | Tým               | V/P     | Postup   |
| ------- | ----------------- | ------- | -------- |
| 1.      | Ninjas in Pyjamas | 1/0     | Play-off |
| 2.      | Renegades         | 1/1     | ---      |
| 3.      | Titan             | 0/1     | ---      |

| Zápasy            | Zápasy | Zápasy | Zápasy    |
| ----------------- | ------ | ------ | --------- |
| Renegades         | 16     | 9      | Titan     |
| Ninjas in Pyjamas | 16     | 5      | Renegades |

### Skupina H
| Tabulka | Tabulka     | Tabulka | Tabulka  |
| #       | Tým         | V/P     | Postup   |
| ------- | ----------- | ------- | -------- |
| 1.      | Luminosity  | 1/0     | Play-off |
| 2.      | FlipSid3    | 1/1     | ---      |
| 3.      | mousesports | 0/1     | ---      |

| Zápasy     | Zápasy | Zápasy | Zápasy      |
| ---------- | ------ | ------ | ----------- |
| FlipSid3   | 16     | 14     | mousesports |
| Luminosity | 22     | 18     | FlipSid3    |

## Play-off
|  | Čtvrtfinále       | Čtvrtfinále  |             |   | Semifinále | Semifinále |  |  | Finále | Finále |
|  | 0                 |              |             |   |            |            |  |  |        |        |
|  |                   |              |             |   |            |            |  |  |        |        |
|  | Team EnVyUs       | 2            |             |   |            |            |  |  |        |        |
|  | Team EnVyUs       | 2            |             |   |            |            |  |  |        |        |
|  | Natus Vincere     | 0            |             |   |            |            |  |  |        |        |
|  | Natus Vincere     | 0            | Team EnVyUs | 2 |            |            |  |  |        |        |
|  |                   |              | Team EnVyUs | 2 |            |            |  |  |        |        |
|  |                   | Team SoloMid | 1           |   |            |            |  |  |        |        |
|  | Team SoloMid      | Team SoloMid | 1           | 2 |            |            |  |  |        |        |
|  | Team SoloMid      |              |             | 2 |            |            |  |  |        |        |
|  | Team Kinguin      | 0            |             |   |            |            |  |  |        |        |
|  | Team Kinguin      | 0            | Team EnVyUs | 0 |            |            |  |  |        |        |
|  |                   |              | Team EnVyUs | 0 |            |            |  |  |        |        |
|  |                   | Fnatic       | 2           |   |            |            |  |  |        |        |
|  | Virtus.pro        | Fnatic       | 2           | 2 |            |            |  |  |        |        |
|  | Virtus.pro        |              |             | 2 |            |            |  |  |        |        |
|  | Ninjas in Pyjamas | 0            |             |   |            |            |  |  |        |        |
|  | Ninjas in Pyjamas | 0            | Virtus.pro  | 1 |            |            |  |  |        |        |
|  |                   |              | Virtus.pro  | 1 |            |            |  |  |        |        |
|  |                   | Fnatic       | 2           |   |            |            |  |  |        |        |
|  | Fnatic            | Fnatic       | 2           | 2 |            |            |  |  |        |        |
|  | Fnatic            |              |             | 2 |            |            |  |  |        |        |
|  | Luminosity        | 0            |             |   |            |            |  |  |        |        |
|  | Luminosity        | 0            |             |   |            |            |  |  |        |        |

## Pořadí
| Place   | Team                 | Prize money |
| ------- | -------------------- | ----------- |
| 1.      | Fnatic               | $100,000    |
| 2.      | Team EnVyUs          | $50,000     |
| 3.–4.   | Team SoloMid         | $22,000     |
| 3.–4.   | Virtus.pro           | $22,000     |
| 5.–8.   | Natus Vincere        | $10,000     |
| 5.–8.   | Team Kinguin         | $10,000     |
| 5.–8.   | Ninjas in Pyjamas    | $10,000     |
| 5.–8.   | Luminosity Gaming    | $10,000     |
| 9.–12.  | Counter Logic Gaming | $2,000      |
| 9.–12.  | Cloud9               | $2,000      |
| 9.–12.  | Renegades            | $2,000      |
| 9.–12.  | FlipSid3 Tactics     | $2,000      |
| 13.–16. | Team eBettle         | $2,000      |
| 13.–16. | Team Immunity        | $2,000      |
| 13.–16. | Titan                | $2,000      |
| 13.–16. | mousesports          | $2,000      |

## Sestavy medailistů
| Fnatic Robin "Flusha" Rönnquist Jesper "JW" Wecksell Markus "pronax" Wallsten Olof "olofmeister" Kajbjer Freddy "KRiMZ" Johansson Trenér: Viktor "Vuggo" Jendeby   | |
| Team EnVyUs Vincent "Happy" Schopenhauer Nathan "NBK-" Schmitt Fabien "kioShiMa" Fiey Kenny "kennyS" Schrub Dan "apEX" Madesclaire                                 | |
| Team SoloMid Andreas "Xyp9x" Højsleth Nicolai "dev1ce" Reedtz Peter "dupreeh" Rothmann René "cajunb" Borg Finn "karrigan" Andersen Trenér: Steffen "3k2" Markussen | Virtus.pro Wiktor "TaZ" Wojtas Filip "NEO" Kubski Jarosław "pashaBiceps" Jarząbkowski Janusz "Snax" Pogorzelski Paweł "byali" Bieliński Trenér: Jakub "kuben" Gurczyński |